# 2S4 Tiulpan
2S4 Tiulpan (ros. 2С4 «Тюльпан», pol. Tulipan) – radziecki moździerz samobieżny kalibru 240 mm.

## Historia
Pojazdy produkowane były w latach 1971–1989 w zakładzie Uraltransmasz. Zbudowanych zostało 588 egzemplarzy.
W Armii Radzieckiej moździerze wchodziły w skład rezerwy Naczelnego Dowództwa. Po rozpadzie ZSRR przejęła je tylko Rosja i w niewielkiej liczbie Kazachstan. 10 wyeksportowano w 1983 roku do Iraku, a 8 w 1988 roku do Czechosłowacji.
Moździerze wykorzystywane były przez wojska radzieckie i rosyjskie podczas wojny afgańskiej (1979–1989), II wojny czeczeńskiej (1999–2009) oraz w wojnie na Ukrainie (2022).

## Konstrukcja

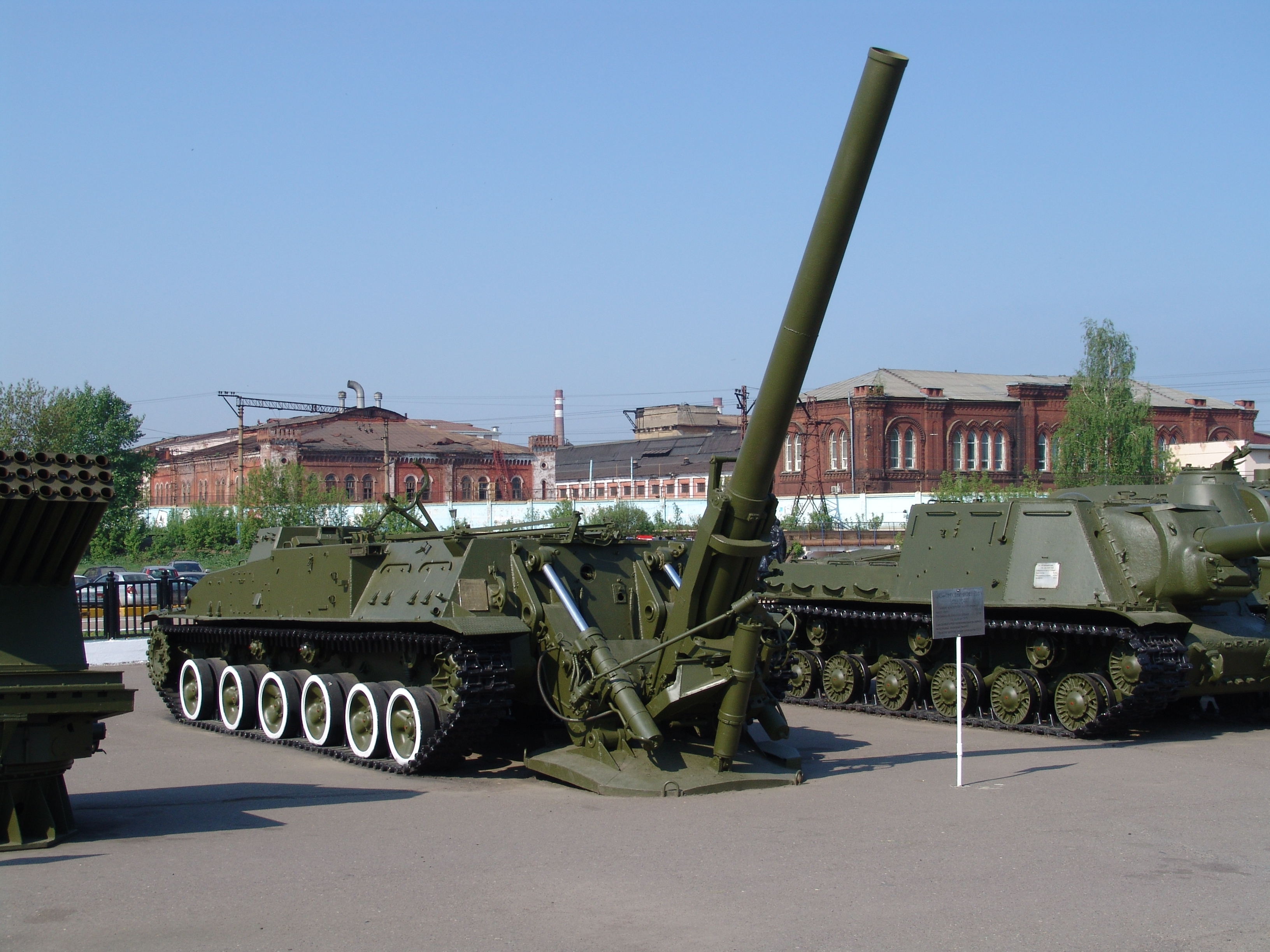
2S4 w położeniu bojowym

2S4 ma podwozie gąsienicowe, z silnikiem umieszczonym z przodu pojazdu. Moździerz M-240 jest umieszczony w tylnej części pojazdu i podczas jazdy znajduje się nad kadłubem. W położeniu bojowym moździerz jest przechylany do tyłu i opiera się o opuszczoną na ziemię płytę oporową. Kąt podniesienia lufy wynosi od +50° do +80°. Moździerz 2B8 jest ładowany odtylcowo. Przed wystrzałem hydrauliczne napędy obracają lufę w ten sposób, że możliwe jest dosłanie naboju z jednego z dwóch magazynów bębnowych znajdujących się w tylnej części kadłuba. Po załadowaniu granatu lufa jest podnoszona i łączona z płyta oporową. Szybkostrzelność praktyczna wynosi jeden strzał na 62-77 s.
Z moździerza mogą być wystrzeliwane granaty burzące, kasetowe (z minami PFM-1), przeciwbetonowe, chemiczne (wycofane z uzbrojenia) i jądrowe. Podstawowym jest granat burzący o masie 130 kg i donośności 9650 m uzupełniany przez granat burzący z dodatkowym napędem rakietowym o masie 228 kg i donośności 18 tys. m. Wadą granatu z dodatkowym napędem jest zwiększony rozrzut.